# Kéknyakú egérmadár
A kéknyakú egérmadár (Urocolius macrourus) a madarak osztályának egérmadár-alakúak (Coliiformes) rendjébe és az egérmadárfélék (Coliidae) családjába tartozó faj.

## Előfordulása
Afrika trópusi részein, Benin, Burkina Faso, Burundi, Kamerun, Csád, a Kongói Demokratikus Köztársaság, Dzsibuti, Eritrea, Etiópia, Bissau-Guinea, Kenya, Mali, Mauritánia, Niger, Nigéria, Ruanda, Szenegál, Szomália, Szudán, Tanzánia és Uganda területén honos. Száraz, tövises bozótosokban él. Nem vonuló.

## Alfajai
- Urocolius macrourus abyssinicus
- Urocolius macrourus griseogularis
- Urocolius macrourus laeneni
- Urocolius macrourus macrourus
- Urocolius macrourus massaicus
- Urocolius macrourus pulcher
- Urocolius macrourus syntactus

## Megjelenése
Testhossza 35 centiméter.A tarkóján levő világoskék folt határoz. Szürke alapszíne begyén és lábán világosabb, szárnyain és farkán kékes csillogású, ezek belső fele viszont vörösesbarna. Mellkasa szürkéssárga, szeme körül és fekete csőrén csupasz, piros folt látható. Feje tetején bóbita, lába korallpiros. Szárnyai lekerekítettek, rövidebb külső faroktollai közül a középső meghosszabbodott. A nemek hasonlóak, viszont a fiataloknak még hiányzik a kék nyakfoltjuk, az arcuk rózsaszín, a csőrük zöldes.
|  |

## Életmódja
Társas madár, kis csoportokban él, gyakran összebújva, egymásba kapaszkodva pihennek az ágakon és tisztogatják egymás tollazatát. Röpte egyenes, hamar fárad, váltakozva siklik és repül surrogó hanggal. Levelekkel táplálkozik, de szereti a gyümölcsöket, magvakat és a nektárt is. Csoportosan kutat táplálék után is. Néha annyira belakmározhat, hogy kisebb pocakot növeszt, ha teli van gyomra-begye, sokszor pihen vállmagasságban szétterpesztett lábakkal. Igen élénk állat. Fogságban nehezen tartható.

## Hangja
Lágy, magas, kéttagú fütty ( peeeeeee, peeeeeeeeee) néha rövidebb hangokkal megszakítva ( pyee, pyee, pyee), melyet pihenés és repülés közben egyaránt hallatnak.

## Szaporodása
Fészkét növényi anyagokból, levelekkel bélelve építi fákra, bokrokra. Csapatosan fészkelnek, néha elég közel egymáshoz.

## Fordítás
- Ez a szócikk részben vagy egészben  a   Blaunacken-Mausvogel című német Wikipédia-szócikk ezen változatának fordításán alapul.  Az eredeti cikk szerkesztőit annak laptörténete sorolja fel. Ez a jelzés csupán a megfogalmazás eredetét és a szerzői jogokat jelzi, nem szolgál a cikkben szereplő információk forrásmegjelöléseként.

## Külső hivatkozás
- Képek az interneten a fajról
- Oiseaux.net – elterjedési térkép